# 白石通教
白石通教（1910年12月1日 - 1945年8月15日），日本陆军军人。

## 生平
白石通教出生在爱媛县，其父白石通则，长年在陆军服役，阶至陆军中将。白石通则先后在东京陆军地方幼年学校、陆军士官学校预科学习，1932年7月从陆军士官学校本科第44期毕业。同年10月进入步兵第41联队任陆军少尉。1940年3月，从陆军大学校第53期毕业。历任第8师团参谋、第18师团参谋、陆军省军务局军事课课员等职。1945年2月，作为元帅副官随第二总军元帅畑俊六前往广岛赴任。当年8月6日，广岛遭到原子弹袭击，白石幸运地躲过一劫。随后他跟随畑俊六到东京参加元帅会议，于8月14日晚前往拜访其担任近卫师团师团长的内兄森赳。当时，陆军省和近卫师团的一部分青年军官正在密谋发动军事政变阻止日本投降，为此其中的畑中健二等人深夜求见森赳，请求其支持政变。由于森赳坚定地表达了拒绝参加政变的态度，当场被畑中等人杀死。白石本人也随即被政变军人上原重太郎和窪田兼三两人斩杀，終年34歲。。

## 親族
- 妻 白石治 森赳（陸軍中将）の妹
- 義兄 伴次郎（海軍少將）・山岡重厚（陸軍中將）